# Кіпр (римська провінція)

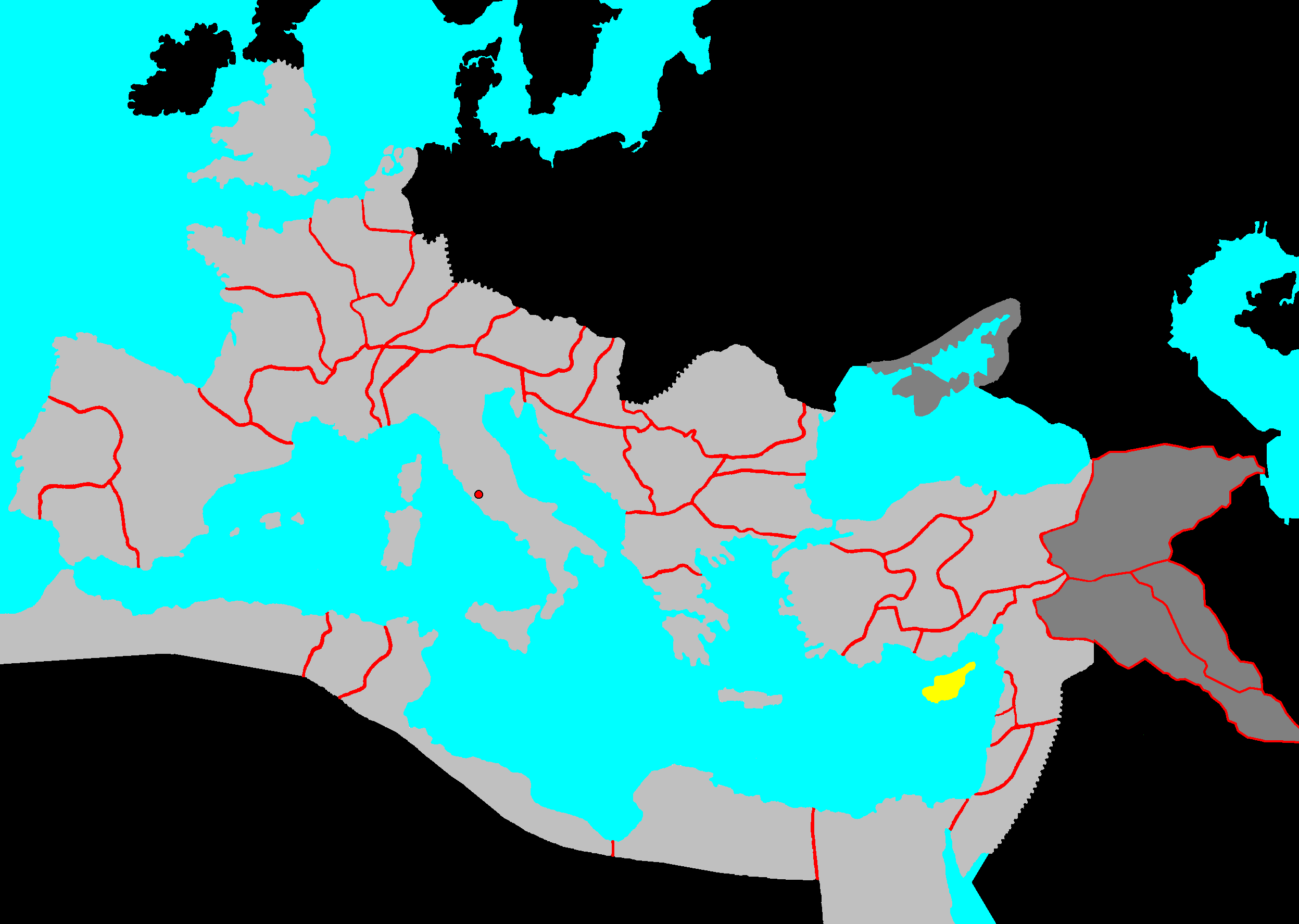
Римська провінція Кіпр у складі Римської імперії

34°46′34″ пн. ш. 32°25′35″ сх. д. / 34.776111111111° пн. ш. 32.426388888889° сх. д.
Кіпр — став римською провінцією з 58 до н. е. Згідно зі Страбоном, острів був приєднаний до володінь Риму тому, що Публій Клодій Пульхр підтримав повстання проти Птолемеїв. Відомий стоїк і строгий прихильник конституційної форми правління Катон Молодший був посланий керувати приєднанням Кіпру і встановити там систему Римського права. Він захистив Кіпр від землеробських податків, що терзали провінції часів Римської республіки.
Після завершення громадянської війни, яка фактично поклала кінець Римської Республіки, Марк Антоній віддав острів Клеопатрі. Проте незабаром, після поразки Марка Антонія в битві при Акції (31 до н. е.), Кіпр, разом з Єгиптом, знову ввійшов до складу римської держави. У 22 до н. е.. Кіпр став сенатської провінцією.
Pax Romana лише двічі порушувався на Кіпрі за три століття, під час яких він був римською провінцією.
Перше серйозне повстання відбулося в 115—116 роках і було організовано євреями, натхненними надіями на Месію. Його ватажком був такий собі Артеміон, єврей з еллінізованим ім'ям, що практикувалось в тих часах. Острів зазнав великих втрат у цій війні; вважається що було вбито 240 000 грецьких і римських поселенців, хоча, найімовірніше, це число сильно завищено. Після того, як війська були послані і повстання придушене, ввели закон, що забороняє євреям сходити на Кіпрську землю навіть у разі корабельної аварії.
Друге повстання спровокував у 333—334 роках Калоцерій, який виступав проти Костянтина I. Воно завершилося з прибуттям на острів військ під проводом Флавія Далматія і смертю Калоцерія.
На початку IV століття кілька землетрусів призвели до руйнування Саламіна, що разом з голодом і посухою майже спустошили острів.

### Римське керівництво
- Луцій Анній Басс (66)